# Elrond
Elrond Poluvilenjak lik je iz trilogije Gospodar prstenova. Uz brata Elrosa sin je
vilenjakinje Elwing i smrtnog čovjeka Eärendila. Valari su braći poluvilenjacima dali izbor između besmrtnog i smrtnog života. Elrond je odabrao besmrtnost. Bio je glasnik Gil-galadov. Za vrijeme rata Saurona i vilenjaka on je s preživjelim vilin kovačima osnovao utočište u Rivendellu. Nakon Rata za Prsten Elrond je otišao u Neumiruće Zemlje iako je njegova kćerka Arwen ostala u Međuzemlju s Aragornom. Elrond je plemenit, mudar, jak i dobar, a njegov izgled je bezvremenski. Lice mu je svijetlo, ali ima tamnu kosu i sive oči. Također je jedan od Nosioca triju Vilin prstena, jer nosi Vilyu, Prsten zraka, i jedan je od najvećih iscjelitelja.